# 고령여자종합고등학교
고령여자종합고등학교는 경상북도 고령군에 있었던 공립 고등학교이다.

## 연혁
- 1969년 11월 21일 : 설립인가
- 1970년 3월 5일 : 제1회 입학식
- 1970년 4월 10일 : 고령여자상업고등학교 개교
- 1975년 3월 5일 : 고령여자종합고등학교로 개칭
- 2010년 2월 10일 : 제38회 졸업식(총 5044명)
- 2010년 3월 1일 : 고령실업고등학교와 통합, 고령고등학교로 개교[1], 40년만에 폐교

## 폐교 이후
폐교 이후, 고령여자종합고등학교 자리에는 대가야문화누리가 들어섰다.